# 남복이
남복이(南福伊, 1908년 3월 6일 ~ 1945년 1월 11일)는 대한제국 농민 성향 민족 독립 운동가 겸 독농 계몽가였다.

## 생애

### 일생
강원도 울진(蔚珍)의 부농가(富農家)에서 태어난 그의 아명(兒名)은 남재현(南哉鉉, 1908년 당시 출생명)·남용성(南容聖, 1910년 3월 첫 개명)이며 1913년 3월(5세 시절)에, 남복이(南福伊)로 최종적인 개명(改名)을 하였고 호(號)는 정림(井林)·풍당(豊棠)·쌍향당(雙享堂)·수광헌(樹匡軒·修珖軒)이며 한때 1929년 당시 대한제국 독립 운동 관련 취지로 전라남도 무안 지역에 잠입을 하던 시절에 이세나(李細喇)라는 가명(假名)을 사용하였다.
그는 1921년 울진보통학교 졸업 후 1921년부터 1926년까지 5년간을 본격적인 한학 수련(한문 공부)에 열중하였으며, 그 후 농업(農業)에 종사하고 있던 중 1939년 10월 1일 남원수(南源壽)·노하순(盧夏淳)·주영석(朱永錫)·남정성(南情性)·전원강(田元江) 등과 만나 대한제국 독립 운동에 함께 투신하기로 뜻을 모으고 동년(1939년) 10월 28일, 그 자신의 집에서 회합을 하여 창유계(暢幽稧)라는 대한제국 농민 성향 독립 운동 비밀 결사 단체를 조직하였다.
창유계는 일제의 감시망을 피하기 위하고자 계의 형태를 가장하여 소규모 점조직으로 운영되었으며 일제의 중화민국 국민정부 대륙 본토 침략 전쟁이 장기화되면 반드시 일제가 불리한 처지에 놓이게 될 것을 예상하고 이 기회를 이용하여 대한제국 조국 독립을 쟁취할 것을 계획하였다.
창유계는 결성 이후 다섯 차례에 걸쳐 회합을 가지면서 조직의 강화와 반일 선전 활동에 주력하다가 1943년 3월 일제에 발각되어 조직이 와해 동지들이 왜경에 체포되었다. 결국 이 때 그도 동지들과 같이 함께 왜경에 붙잡혀 1943년 6월 10일, 징역 5년형 선고를 받고 옥고를 치르던 와중에 상당히 행운스럽기 짝이 없게도 1944년 2월 29일, 형 선고 확정 8개월 만에 징역 3년형으로 감형되었으며 옥고를 치르던 중 폐렴이 도지면서 1945년 1월 11일, 경상북도 대구형무소에서 옥사(병사)하였다.

### 사후
그의 사후 대한민국 정부에서는 고인의 공훈을 기리고자 1982년 3월 1일 대통령 표창장을 1991년 3월 1일 건국훈장 애국장을 각각 추서하였다.